# Џон Титор
Џон Титор је особа која се у периоду од 2000 до 2001. године на различитим интернет форумима представљала као путник кроз време.

## Мистерија која траје
Џон Титор је у својим објавама на форумима говорио да је амерички војник који долази из 2036. године, и да је његов задатак да се врати у 1975. годину како би пронашао и узео IBM 5100 компјутер у чијем је конструисању био укључен његов прадеда. Објаснио је да се у 2000- ој години нашао због временског међускока, односно није се могао из 1975. године одмах вратити у 2036. годину, већ је морао постепено мењати временске периоде у којима се налази.
На форумима у којима је писао о себи и свом путовању кроз време објављивао је и нацрте и фотографије временске машине која је била уграђена у аутомобил.
Последњу поруку Титор је објавио крајем марта 2001. године и од тада се више никад није оглашавао. Према сопственим речима, његов задатак је готов и време је да се врати у будућност.

## Титорова предвиђања за будућност
Титор је често писао о догађајима који нас очекују у будућности. Писао је о поечтку трећег светског рата 2015. године у којем ће страдати скоро три милијарде људи, грађанском рату у Америци 2008. године, првом конструисању временске машине 2034. године, о престанку одржавања Олимпијских игара Архивирано на веб-сајту  (20. фебруар 2017) након 2004. године чему ће претходити разни конфликти… Спомињао је и НЛО мистерије, објашњавајући да су то такође путници кроз време, али из много даље будућности у односу на његову годину. Објашњавао је да се његова предвиђања не морају остварити због теорије паралелних универзума, односно да постоји бесконачан број универзума у којима се одиграва свака могућа околност. Хипотеза о паралелним универзумима је и те како позната модерној наци, о тој теми је писао и чувени теоретски физичар Стив Хокинг.

## Последња оглашавања
У својим последњим објавама Титор је писао да постоје једнаке могућности да се његова предвиђања остваре или не. Он је скретао пажњу на то да се његова упозорења за будућност озбиљно схвате јер могу бити од помоћи да се неки од катастрофалних догађаја спрече.

## Научно гледиште путовања кроз време
Будући да је развој науке у данашњем времену све бржи, могућност путовања кроз време излази из опсега научне фантастике, ипак, и даље смо врло далеко од неких значајних помака у тој области. Путовање кроз време је тема о којој научници данас све чешће говоре са дозом оптимизма, али и јасним закључцима да таква технологија још увек није позната науци.